# Wow, What a Magazine!
Wow, What a Magazine! fue una pionera revista de historietas estadounidense propiedad de Henle Publications que fue fundada en 1936. La idea nació de John Henle, quien en 1936 contrató a Jerry Iger para que concretara una revista de cómics de dibujos animados; sería este último quien le daría el nombre a la publicación, que con periodicidad mensual, alcanzó a lanzar un total de 4 números,
Iger se dedicó a producir la nueva revista, contratando a un debutante Will Eisner como colaborador. Posteriormente, ambos trabajarían para lanzar diversas publicaciones de la edad de oro de las historietas a través del influyente estudio Eisner & Iger.
Para la portada del número 1, hizo su debut Dick Briefer, mientras que en las páginas de la revista participaron con algunos de sus primeros trabajos los novatos Bob Kane y Bernard Baily.